# Катаріна Тайкон
Катаріна Марія Тайкон-Лангхаммер (швед. Katarina Maria Taikon-Langhammer; нар. 29 липня 1932, Альмбю, Еребру, Швеція — пом. 30 грудня 1995; Іттерхогдаль, Гер'єдален, Швеція) — шведська дитяча письменниця циганського походження.
Дебют Катаріни Тайкон як письменниці відбувся у 1963 році з автобіографічною книгою «Циганка» (Zigenerska). Популярність їй принесла серія дитячих книг про пригоди циганочки Катітці, перша книга якої була видана в 1969 році. Будучи циганкою, Катаріна Тайкон також активно брала участь у громадських дискусіях з дотримання прав шведських циган.

## Біографія
Катаріна Тайкон народилася 29 липня 1932 року в наметовому таборі в Альмбю і була четвертою дитиною у шведки Агди Карлссон та цигана Юхана Тайкона, який переїхав до Швеції з Російської імперії в 1900 році. Мати працювала офіціанткою в ресторані, а батько підробляв скрипалем.
Мати померла від туберкульозу, коли Катаріні виповнилося дев'ять місяців. Після цього батько спробував улаштувати своїх дітей до школи, але це вдалося лише через кілька місяців, бо в школі не хотіли приймати дітей циган. У п'ятирічному віці Катаріна Тайкон була поміщена до прийомної сім'ю бездітної пари з Шеллефтео, а через два роки до дитячого будинку в Умео під ім'ям Кетті Карлссон, звідки її незабаром забрав батько . Через кілька років після смерті Агди, її батько одружився втретє, на шведці на ім'я Сів, яка була жорстокою мачухою. Вона била своїх падчерок і вимагала від чоловіка відправити першу дружину до іншого табору.
У тринадцятирічному віці, коли сім'я отаборилася в Тантолундені, Катаріна Тайкон вперше пішла до школи, де зазнала знущань і переслідувань. Пробувши у школі лише рік, у віці чотирнадцяти років Катаріна Тайкон вийшла заміж за чоловіка на 6 років старшого від неї і вирушила жити з ним до його табору в передмісті Стокгольма. Але шлюб виявився нещасливим, і через кілька місяців Катаріна знову повернулася до Тантолундена. 1982 року у 50-річної Тайкон сталася зупинка серця. Фельдшери швидкої допомоги не встигли її реанімувати, бо вона вже зазнала серйозних пошкоджень головного мозку через тривалу нестачу кисню. Потім вона лежала в комі 13 років, поки не померла в 1995 році, не приходячи до тями.
Катерину Тайкон поховали на цвинтарі Скугсчюркогордені у Стокгольмі в тій же могилі, що і її брата Пола Тайкона.

## Творчість
Коли Катаріні Тайкон було шістнадцять років, вона зіграла ключову роль у короткометражному фільмі Арне Суксдорфа «Неполадки» (Uppbrott).
Наприкінці 1940-х років вона залишила сімейний табір та вирушила жити до Міського місіонерського будинку для дівчаток, перш ніж вона отримала власну квартиру. Катаріна також знялася в декількох фільмах. У 1963 році Катаріна Тайкон опублікувала свою першу автобіографічну книгу «Циганка», в якій вона описала упереджене ставлення суспільства до циган. Це стало її першим кроком у боротьбі за рівні права, коли вона, циганка, написала про життя циган в Швеції om Katitzi utspelar sig också i södra Västerbotten, och i den sista vänder hon åter till flickrummet i Skellefteå.
Протягом майже двадцяти років Катаріна Тайкон боролася за права циган на навчання, житло та працю в Швеції на рівних умовах з представниками інших національностей. Перша її книжка з серії «Катітці» була видана восени 1969 року і здобула миттєвий успіх, після чого Тайкон продовжила писати книги про пригоди циганочки Катітці, ґрунтуючись на своїх спогадах.

### Фільмографія
- 2015 —  Тайкон
- 1956 —  Вхід на сцену
- 1953 —  Аса-Ніссе на святі
- 1953 —  Маріанна
- 1951 —  Тулл-Бом
- 1950 —  Кавалер двигуна
- 1949 —  Singoalla
- 1948 —  Розпад

## Громадська діяльність
Катаріна разом зі своєю сестрою Розою боролася за права людини. Після того, як вони пройшли курс навчання і змогли довідались, що реально писали про «циган». Через це Катаріна активно брала участь у громадському русі за права ромів протягом 1960-х та 1970-х років.

## Родина
Батько Катерини, Юхан Тайкон, приїхав до Швецію з Російської імперії в 1900 році. З матір'ю Катаріни він познайомився в Гетеборзі, де вона працювала офіціанткою в ресторані, а він підробляв скрипалем. У нього вже була дружина, літня російська жінка, яка в минулому була балериною Большого театру. Вона була не проти щоб він взяв собі молоду дружину. У Катаріни Тайкон були старший брат і дві сестри — сестра Роза, яка також стала майстринею по сріблу і відомою громадською діячкою, брат Пауль і сестра Пауліна. Крім того, співак Кальдарас Ханс — її двоюрідний брат. Її мати померла від туберкульозу, коли їй було дев'ять місяців. Через кілька років після смерті Агди, її батько одружився втретє, на шведці на ім'я Сів, яка була жорстокою мачухою. Вона била своїх падчерок і вимагала від чоловіка відправити першу дружину до іншого табору.
Катерина Тайкон деякий час була заручена з актором Ове Тьернбергом. У них народилася донька Анжеліка Стрьом (нар. 1953). У шлюбі з художником Свеноловом Ереном у неї народився син Майкл Лангхаммер (нар. 1957). У 1962—1981 роках вона була одружена з фотографом Бьорном Лангхаммером. Разом виховали сина Нікі Лангхаммера.

## Ушанування пам'яті
Восени 2012 року Лоуен Мохтаді опублікувала автобіографію Катаріни Тайкон під назвою «День, коли я стала вільна». У жовтні 2015 року відбулася прем'єра документального фільму про життя Катаріани Тайкон «Тайкон», режисери — Геллерт Тамаш та Ловен Мохтаді.

### Катітці
- Katitzi (Катітці), 1969
- Katitzi och Swing (Катітці і Суїнг), 1970
- Katitzi i ormgropen (Катітці в ямі зі зміями), 1971
- Katitzi rymmer (Катітці тримається), 1971
- Katitzi, Rosa och Paul (Катітці, Роза і Пауль), 1972
- Katitzi i Stockholm (Катітці в Стокгольмі), 1973
- Katitzi och Lump-Nicke (Катітці і Люмп-Ніке), 1974
- Katitzi i skolan (Катітці в школі), 1975
- Katitzi Z-1234 (Катітці Z-1234)
- Katitzi barnbruden (Катітці — маленька наречена), 1977
- Katitzi på flykt (Катітці в бігах), 1978
- Katitzi i Gamla sta'n (Катітці в старому місті), 1979
- Uppbrott (Неполадки), 1980